# لاورخشت
لاورخشت، روستایی از توابع بخش اشکنان شهرستان لامرد در استان فارس ایران است.
این روستا جنوبی ترین نقطه استان فارس از لحاظ مختصات جغرافیایی است.
عمده شغل و درآمد مردم این روستا کشاورزی و همچنین اشتغال در خارج از روستا مثل جزایر نفتی سیری و لاوان می‌باشد. این روستا دارای مدارس دبستان، پارک ها، مسجد، متوسطه اول؛ میباشد 
غذا‌های سنتی این روستا مثل فلزین کماچ و... است.

## جمعیت
این روستا در بخش اشکنان قرار دارد و براساس سرشماری مرکز آمار ایران در سال ۱۳۸۵، جمعیت آن ۱٬۰۴۲ نفر (۲۳۶ خانوار) بوده‌است.